# Музей природы Казахстана
Музей природы «Ғылым Ордасы» — палеонтологический музей Национальной Академии наук Казахстана, находящийся в комплексе Ғылым ордасы (Алма-Ата, Казахстан).

## История
Первой палеонтологической находкой на территории Казахстана стал скелет гигантского носорога, найденный в 1912 году. После этого были сделаны десятки научных открытий, которые принесли мировую известность Казахстану как уникальнейшей стране для палеонтологических исследований. Благодаря своему географическому положению, размеру территории и разнообразию ландшафтов, Казахстан характеризуется многообразием животного мира с доисторических эпох и до современности. Значительная часть коллекции была собрана учёными Института зоологии АН КазССР в период с 1932 по 1957 годы.
Музей природы и палеонтологии фактически начал функционировать в 1959 году по адресу пр. Ленина (ныне пр. Достык), 85.
В соответствии с Постановлением Президиума АН Казахской ССР от 29 апреля 1961 года за № 44, к 40-летнему юбилею Казахской ССР было приурочено официальное открытие музея.
В соответствии с Приказом Комитета по науке Министерства образования и науки Республики Казахстан от 1 июня 2010 года № 35-ПР, с целью сохранения, изучения и популяризации музеев и коллекций, широкого распространения научного, исторического и культурного наследия и проведения научно-исследовательских и культурно-просветительских работ в ведение центра «Гылым ордасы» перешёл Музей природы и палеонтологии Казахстана.
В 2012 году музей вновь открылся после реставрации в рамках комплекса «Ғылым ордасы» по новому адресу — в здании Академии наук Казахстана.

## Экспозиция
Музей состоит из двух залов: Палеонтологический и Зоологический.
Среди экспонатов присутствуют окаменевшие останки животных и растений, скелеты динозавров, тарбозавров, а также других представителей древней фауны. Особенностью предметов коллекции является то, что все они были найдены в результате раскопок на территории Казахстана.
Зоологическая секция музея демонстрирует гостям богатую и разнообразную флору и фауну республики. Многообразие видов птиц и насекомых, млекопитающих и пресмыкающихся, которые населяют территорию республики, наверняка впечатлит неравнодушного к зоологии посетителя.

Материалы музея представлены книгами, фотографиями, чучелами животных и птиц, гербариями. Залы оформлены рисунками природы разных уголков местности. В стенах зоологического зала можно увидеть чучела лошадей, рыб, бабочек, лосей, баранов, волков, медведей.

Палеонтологический зал
Зоологический зал